# Wallace, Fujian Food Co.

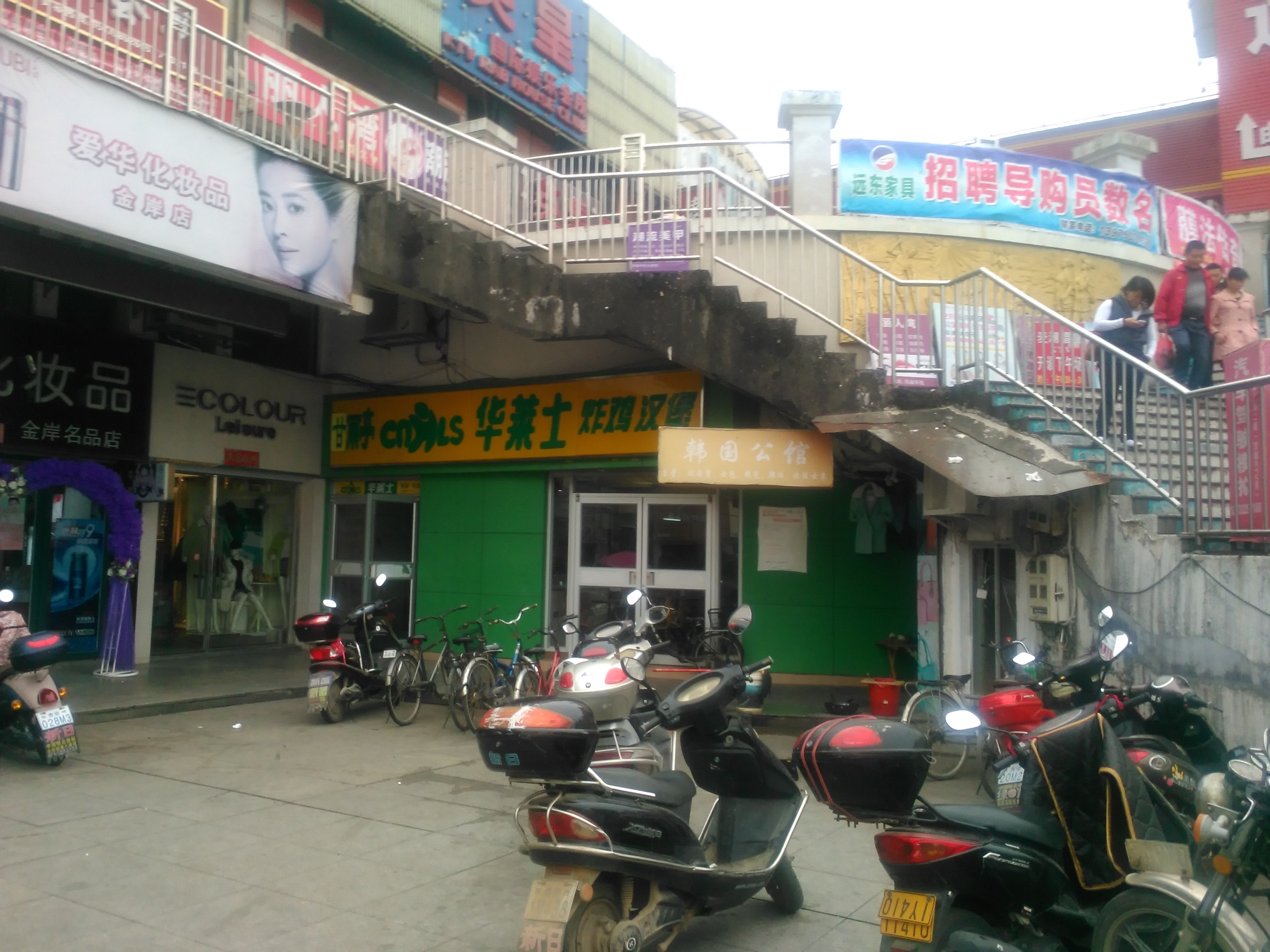
CNHLS in Anfu County, Jiangxi

Wallace, Fujian Food Co., Ltd, Markenauftritt als CNHLS (Vereinfachtes Chinesisch: 华莱士; Traditionelles Chinesisch: 華萊士; pinyin: Huáláishì), ist eine Chinesische Fast-Food-Firma.

## Geschichte
Es wurde in China gegründet und breitete sich dann in anderen Ländern aus. Von 2007 bis 2010 stiegen die Umsätze der Wallace, Fujian Food Co., Ltd um 416 % in China. 2010 hatte CNHLS einen Umsatz von 1,3 Milliarden US-Dollar (3,91 Milliarden Renminbi). Im Jahr 2012 hatte das Unternehmen ca. 3000 Restaurants, im Jahr 2013 bereits 4000.